# 皮爾切尼 (密歇根州)
皮爾切尼（英語：Pere Cheney）是位於美國密歇根州克勞福德縣的一個鬼鎮。

## 地理
皮爾切尼所處的海拔為高於海平面366米（即1201英呎），而該地所採用的時區為UTC-5，即北美东部時區（EST）。同時該地設有夏令時間，為UTC-5調快一小時，即UTC-4（EDT）。